# Calcio Portogruaro-Summaga 2005-2006
Questa voce raccoglie le informazioni riguardanti il Calcio Portogruaro-Summaga nelle competizioni ufficiali della stagione 2005-2006.

## Rosa
| N. |                   | Ruolo | Calciatore          |
| -- | ----------------- | ----- | ------------------- |
|    | Italia (bandiera) | C     | Simonluca Agazzone  |
|    | Italia (bandiera) | D     | Nicola Artusi       |
|    | Italia (bandiera) | D     | Cristian Bari       |
|    | Italia (bandiera) | C     | Daniele Bellotto    |
|    | Italia (bandiera) | A     | Leonardo Bianchi    |
|    | Italia (bandiera) | A     | Marco Cunico        |
|    | Italia (bandiera) | D     | Alessandro Fabbro   |
|    | Italia (bandiera) | D     | Marco Fanna         |
|    | Italia (bandiera) | C     | Stefano Favret      |
|    | Italia (bandiera) | A     | Lauro Florean       |
|    | Italia (bandiera) | C     | Leonardo Fulcini    |
|    | Italia (bandiera) | C     | Massimo Gardin      |
|    | Italia (bandiera) | A     | Guerrino Gasparello |

| N. |                     | Ruolo | Calciatore          |
| -- | ------------------- | ----- | ------------------- |
|    | Italia (bandiera)   | D     | Marco Girardi       |
|    | Nigeria (bandiera)  | A     | Ragaz Ishola        |
|    | Italia (bandiera)   | C     | Daniele Mattielig   |
|    | Italia (bandiera)   | C     | Fabio Mazzeo        |
|    | Italia (bandiera)   | C     | Michael Moro        |
|    | Italia (bandiera)   | D     | Paolo Natalicchio   |
|    | Nigeria (bandiera)  | P     | Adeniyi Saula       |
|    | Italia (bandiera)   | P     | Massimiliano Sellan |
|    | Slovenia (bandiera) | C     | Luka Sikur          |
|    | Italia (bandiera)   | C     | Nicola Stocco       |
|    | Italia (bandiera)   | D     | Flavio Visconti     |
|    | Italia (bandiera)   | P     | Nicola Visentin     |
|    | Italia (bandiera)   | A     | Sebastiano Zane     |